# Bothriembryon
Bothriembryon es un género de gasterópodos de la familia de los Orthalicidae.

## Especies
Las especies incluidas en el género Bothriembryon son:
- Bothriembryon angasianus (Pfeiffer, 1864)[1]
- Bothriembryon balteolus Iredale, 1939[1]
- Bothriembryon barretti Iredale, 1930[1]
- Bothriembryon bradshaweri Iredale, 1939[1]
- Bothriembryon brazieri (Angas, 1871)[1]
- Bothriembryon bulla (Menke, 1843)[1]
- † Bothriembryon consors Kendrick, 1978[1]
- Bothriembryon costulatus (Lamarck, 1822)[1]
- † Bothriembryon douglasi Kendrick, 1978[1]
- Bothriembryon dux (Pfeiffer, 1861)[1]
- Bothriembryon esperantia Iredale, 1939[1]
- Bothriembryon fuscus Thiele, 1930[1]
- † Bothriembryon gardneri Kendrick, 1978[1]
- Bothriembryon glauerti Iredale, 1939[1]
- † Bothriembryon gunnii (Sowerby II in Strzelecki, 1845)[1]
- Bothriembryon indutus (Menke, 1843)[1]
- Bothriembryon irvineanus Iredale, 1939[1]
- Bothriembryon jacksoni Iredale, 1939[1]
- Bothriembryon kendricki Hill, Johnson & Merrifield, 1983[1]
- Bothriembryon kingii (J. E. Gray, 1825)[1]
- † Bothriembryon kremnobates Kendrick, 2005[1]
- Bothriembryon leeuwinensis (E. A. Smith, 1894)[1]
- Bothriembryon mastersi (Cox, 1867)[1]
- Bothriembryon melo (Quoy & Gaimard, 1832)[1] - synonym: Bothriembryon inflatus castaneus Pilsbry 1900[1]
- Bothriembryon naturalistarum Kobelt, 1901[1]
- Bothriembryon notatus Iredale, 1939[1]
- Bothriembryon onslowi (Cox, 1864)[1]
- Bothriembryon perditus Iredale, 1939[1]
- Bothriembryon perobesus Iredale, 1939[1]
- Bothriembryon praecelcus Iredale, 1939[1]
- † Bothriembryon praecursor McMichael, 1968[1]
- Bothriembryon revectus Iredale, 1939[1]
- Bothriembryon rhodostomus (J. E. Gray, 1834)[1]
- Bothriembryon richeanus Iredale, 1939[1]
- † Bothriembryon ridei Kendrick, 1978[1]
- Bothriembryon sayi (Pfeiffer,  1847)[1]
- Bothriembryon sedgwicki Iredale, 1939[1]
- Bothriembryon serpentinus Iredale, 1939[1]
- Bothriembryon spenceri (Tate, 1894)[1]
- Bothriembryon tasmanicus (Pfeiffer, 1853)[1]
- Bothriembryon whitleyi Iredale, 1939[1]
- Bothriembryon gratwicki Cox, 1899 - el estatus taxonómico de esta especie es incierto[1]